# سه‌تار
سه‌تار از سازهای زهی و مضرابی موسیقی ایرانی است که با ناخن انگشت اشارهٔ دست راست نواخته می‌شود. این ساز دارای ۴ سیم از جنس فولاد و برنز است که به موازات دسته، از کاسه تا پنجه کشیده شده‌اند. سه‌تار دارای ۲۵ یا ۲۸ پردهٔ قابل حرکت از جنس روده‌ٔ حیوانات یا کات گوت است. صدای آن ظریف و کم حجم است و گسترهٔ صوتی آن از هنگامِ بمِ دو زیر خط حامل تا لا بمل بالای خط حامل و در نتیجه نزدیک به ۳ اکتاو است.
سه‌تار سازی از خانوادهٔ سازهای دوتار و تنبور بوده‌است که امروزه در طبقه‌بندی سازهای موسیقی سنتی ایران و با پرده‌بندی مشابه به ساز تار به شمار می‌آید. در موسیقی دستگاهی ایران استفاده از سه‌تار بسیار رواج دارد، گرچه بیشتر برای تک‌نوازی مورد استفاده قرار می‌گیرد. این ساز برای هر دستگاه کوک ویژه‌ای دارد ولی فاصلهٔ چهارم یا پنجم پایین رونده معمولاً بین سیم‌های اول و دوم آن ثابت است.
نوازندگان سه‌تار برای اجرای آن، معمولا به دو حالت نشسته روی زمین (چهارزانو) یا روی صندلی بدون دسته می‌نشینند. در هنگام نواختن، کاسهٔ ساز را به صورت مورب و بین انتهای ران و سمت راست شکم قرار می‌دهند، به طوری که صفحۀ ساز بر زمین عمود باشد. هر دو دست راست و چپ به صورت مشت نیمه باز روی ساز قرار می‌گیرند. سر انگشتان دست چپ روی پرده‌های (دستان‌های) دستهٔ سه‌تار حرکت می‌کنند و با قرار دادن سیم در پشت پرده مورد نظر طول آزاد سیم را کوتاه یا بلند می‌کنند. انگشت‌گذاری دست چپ در قالب ده دستان‌ها انجام می‌گیرد که هر دستان شامل سه پرده روی سیم‌های اول، دوم و سوم است. دست راست روی صفحهٔ ساز قرار می‌گیرد و ناخن انگشت اشارهٔ دست راست سیم‌ها را به کمک ضربه زدن به ارتعاش در می‌آورد.
برای نوازندگی سه تار از انگشتان اشاره، میانی، حلقه و در بعضی موارد انگشت کوچک دست چپ استفاده می‌شوند. همچنین استفاده از انگشت شست برای پرده‌گیری روی سیم بم نیز کاربرد دارد. در آموزش ابتدایی تار و سه‌تار، انگشت چهارم مورداستفاده قرار نمی‌گیرد مگر به جای انگشت سوم، همچنین استفادهٔ بیش از حد از آن، باعث تنبلی انگشت سوم می‌شود. در حین نوازندگی سه‌تار، می‌توان با زخمه‌زدن نزدیک به خرک، صدا را کمی زبر و خشن کرد و با انجام این کار نزدیک به گلوی ساز، صدایی نرم و ملایم تولید می‌شود.
سیم‌های سه‌تار از جنس فلز برنز و فولاد هستند که از سیم‌گیر به خرک و از آن جا به شیطانک و در نهایت به گوشی‌ها متصل می‌شوند.در ساخت ساز سه‌تار از چوبهای متنوعی استفاده می‌شود. معمولا چوب توت به خاطر دارا بودن حجم تخلخل و ارتعاش بالا برای صفحهٔ سه‌تار مورد استفاده قرار می‌گیرد. چوب گردو به خاطر دارا بودن استحکام بالا برای دستهٔ ساز استفاده می‌شود. برای ساخت کاسه از چوب های متنوعی نظیر گردو، توت و افرا استفاده می‌شود. ساخت کاسه به سه روش چسباندن ترکه‌های چوب، تراش یک تکه و یا استفاده از کاسهٔ کدو امکان‌پذیر است. در تزیین ساز به فراخور سلیقهٔ سازنده از سایر چوب‌ها و همچنین از صدف، استخوان و عاج استفاده می‌شود. معمولا برای محافظت از چوب و براق کردن بدنهٔ سه‌تار از لاک الکل استفاده می‌شود.

## تاریخچه

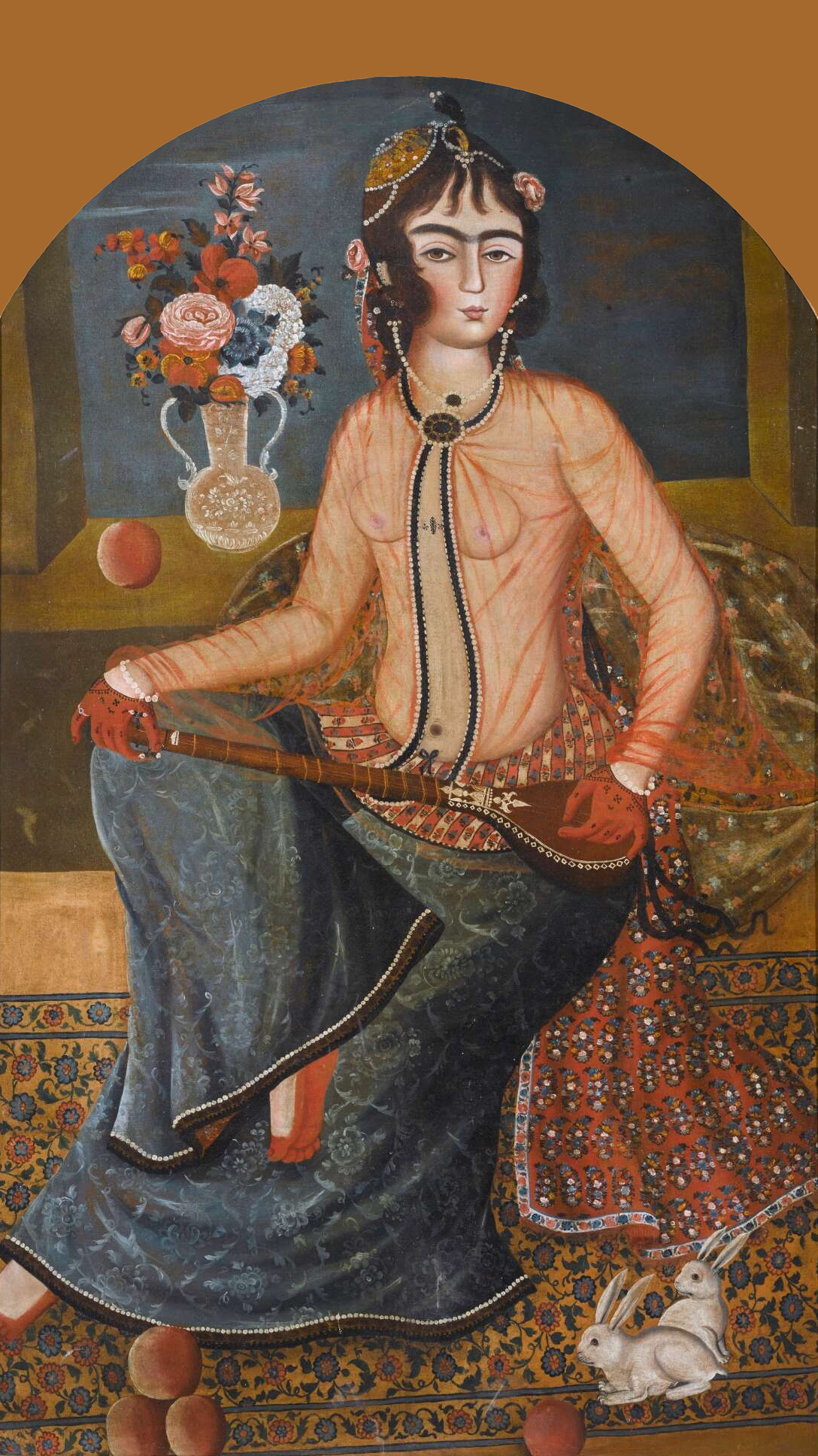
تابلوی نوازنده زن قاجاری در حال کوک کردن سه‌تار

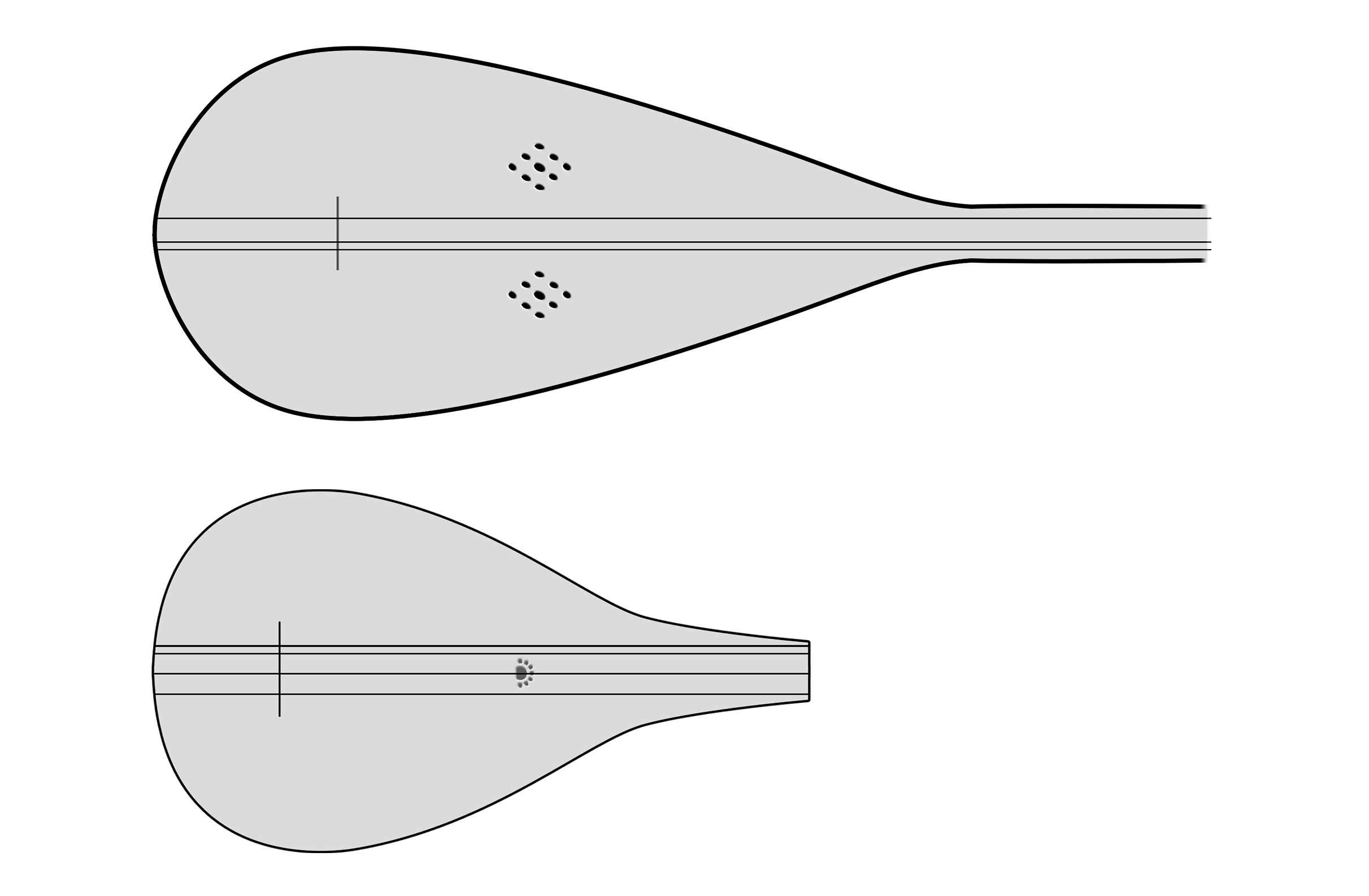
مقایسه اندازه و شکل صفحهٔ رویی سه‌تار و تنبور

سه‌تار از خانوادهٔ تنبور است اما امروزه از نگاه روش نواختن و شکل دسته و تکنیک‌ها بسیار به تار نزدیک است. سه‌تار در گذشته سه سیم (تار) داشته و اکنون چهار سیم دارد که سیم سوم و چهارم آن نزدیک به هم قرار دارند و هم‌زمان نواخته می‌شوند و مجموعهٔ آن دو را معمولاً سیم «بم» می‌نامند. با گذشت زمان کسانی چون ابونصر فارابی، ابوعلی سینا، صفی الدین ارموی و از متأخران ابوالحسن خان صبا لزوم افزایش یک سیم دیگر به این ساز را درک کرده و سه‌تارهای امروزی دارای چهار سیم هستند. این سیم از نظر تاریخی چهارمین سیمی‌است که روی ساز قرار گرفته، ولی در ترتیب قرارگیری سیم‌ها از پایین به بالا سیم سوم است. سیم سوم سه تار به سیم مشتاق معروف است و به روایتی از ابوالحسن صبا این سیم را نخستین بار درویشی به نام مشتاق علی شاه به این ساز افزوده‌است. صدای این ساز برای نخستین بار در سال ۱۳۰۶ با اجرای پروانه ضبط شد.
ساز سه‌تار به علت ویژگی صوتی خاص خود و صدای ظریفش، همواره مورد توجه صوفیان بوده‌است.

## اجزا
1. سرپنجه یا جعبه گوشی
2. گوشی‌ها
3. پردهٔ قبل از شیطانک
4. شیطانک
5. پرده‌های اصلی (چهارلایی)
6. پرده‌های فرعی (سه‌لایی)
7. دسته
8. کاسه
9. صفحه
10. خرک
11. سیم‌گیر
12. سیم‌ها

ساز سه‌تار دارای دو قسمت کاسه و دسته است. خرک روی صفحه و سیم‌گیر در انتهای کاسه قرار دارد به‌گونه‌ای که اگر ساز ایستاده روی زمین باشد سیم‌گیر با زمین در تماس خواهد بود. در انتهای دسته پنجه قرار دارد که محل قرارگرفتن گوشی‌ها یا ابزارهای تنظیم کوک است. سه‌تار در مقایسه با تار فاقد جعبهٔ گوشی است و گوشی‌ها روی سرپنجه سوار شده‌اند و داخل آن نیستند.
سیم‌ها
سه تار چهار سیم دارد که در جدول زیر ویژگی آن‌ها توضیح داده شده است:
| شماره     | جنس   | رنگ  | نام              | قطر          |
| --------- | ----- | ---- | ---------------- | ------------ |
| سیم یکم   | فولاد | سفید | «حاد»            | ۲۰–۲۲ میکرون |
| سیم دوم   | برنز  | زرد  | «زیر»            | ۲۲–۲۵ میکرون |
| سیم سوم   | فولاد | سفید | «مشتاق» یا «زنگ» | ۲۰–۲۲ میکرون |
| سیم چهارم | برنز  | زرد  | «بم»             | ۳۵–۴۰ میکرون |

کاسه
کاسهٔ سه‌تار از نظر ساختاری مانند کاسهٔ عود یا تنبور است ولی کوچک‌تر از آن‌ها و گلابی‌شکل است. درازای کاسهٔ سه‌تار از ۲۶ تا۳۰ سانتی‌متر، پهنای آن به تناسب بین ۱۲ تا ۱۶ سانتی‌متر و ژرفایش نزدیک ۱۳ سانتی‌متر است و معمولاً از چوب توت یا گردو ساخته می‌شود. ساختار کاسه، هم می‌تواند یک تراش یک تکه از چوب باشد و هم از ترک‌های جداگانه و به هم چسبیده ساخته شده باشد.
صفحه

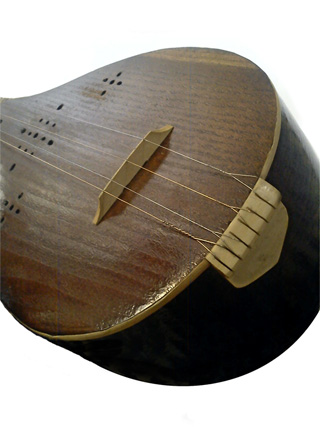
بدنهٔ سه‌تار؛ شامل کاسه، صفحه و خرک (پل روی صفحه). در انتهای کاسه نیز سیم‌گیر قرار دارد.

روی کاسهٔ سه‌تار با تخته‌ای نازک از چوب پوشیده شده‌است که به آن صفحه گفته می‌شود. صفحه دارای سوراخ‌هایی برای خروج صدا است و معمولاً دست راست نوازنده روی آن قرار می‌گیرد اما در مواردی خاص برای افراد چپ دست، عکس این مورد صادق است.
دسته
درازای دسته ۴۰ تا ۴۸ سانتی‌متر و قسمتی که گوشی‌ها در آن تعبیه می‌شوند ۱۲ سانتی‌متر و پهنای دسته ۳ سانتی‌متر است. بعضی از سازندگان برای زیباتر شدن و همچنین برای افزایش عمر مفید ساز، از نوعی استخوان که معمولاً استخوان شتر است برای پوشاندن دسته استفاده می‌کنند.
خرک

تصویر خرک سه‌تار از بالا و پهلو. خرک سه‌تار را می‌توان به‌راحتی جدا کرد.

خرک قطعه‌ای است متحرک که روی صفحه و به فاصلهٔ حدودی سه انگشت از انتهای کاسه قرار دارد. عرض خرک سه‌تار بین ۵ تا ۶ سانتی‌متر و ارتفاع آن کمتر از ۱ سانتی‌متر است و از جنس چوب ساخته می‌شود. سیم‌ها پس از عبور از شیارهای کم‌عمق روی خرک از طول دسته عبور کرده و توسط شیطانک به گوشی‌ها می‌رسند.
سیم‌گیر
سیم‌گیر در بخش پایانی کاسه ساز قرار دارد و برای نگهداری سیم‌ها استفاده می‌شود. در گذشته سیم‌گیر را بیشتر از جنس استخوان می‌ساختند، اما امروزه نوع چوبی آن معمول‌تر است.
شیطانک
شیطانک بین قسمت اصلی دسته و پنچهٔ ساز قرار می‌گیرد و جنس آن از استخوان، شاخ یا عاج است. کاربرد شیطانک در هدایت و تقسیم‌بندی سیم‌ها در قسمت بالای دسته می‌باشد.
گوشی
سیم از یک طرف به سیم گیر در انتهای کاسه و از طرف دیگر به گوشی‌های کوک شونده در انتهای دسته ساز بسته می‌شوند. با چرخاندن گوشی‌ها می‌توان ساز را کوک کرد.
پرده
پرده‌ها نخ‌های باریکی از جنس رودهٔ حیوانات یا ابریشم هستند که در عرض دستهٔ سه‌تار به صورت سه‌لایی و چهارلایی بسته می‌شوند و وظیفهٔ تقسیم‌بندی فواصل موسیقایی را برعهده دارند. تعداد پرده‌ها ۲۶ عدد است که یکی از آن‌ها قبل از شیطانک بسته می‌شود و فاصلهٔ آن با شیطانک در صدای سه‌تار مؤثر است.

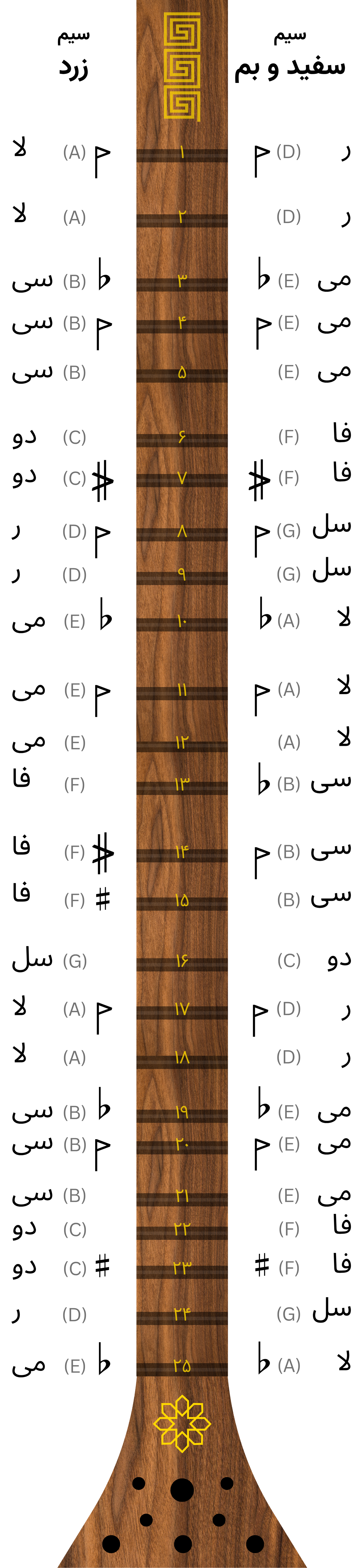
دستهٔ ساز سه‌تار با ۲۵ پرده که نغمهٔ هر پرده به دو صورت سولفژ و انگلیسی نمایش داده شده است

فواصل پرده‌ها از خرک و شیطانک بسته به تعداد پرده (۲۵ یا ۲۸) و شیوهٔ بستن آن متفاوت است. در تصویر، مدل معمول ۲۵ پرده‌ای نمایش داده شده است که با پردهٔ ر کرن (برای سیم ۱ و ۳ و ۴) و لا کرن (برای سیم ۲) شروع می‌شود. در حالی که جدول زیر بر اساس فواصل  ۲۵ پرده‌ای عبدالقادر مراغه‌ای تهیه شده است. در این جدول، طول سیم مرتعش ۶۶ سانتی‌متر در نظر گرفته شده است.
| شماره | نغمهٔ سیم ۱ | از خرک (cm) | از شیطانک (cm) | تعداد لایه      |
| ----- | ---------- | ----------- | -------------- | --------------- |
| ۱     | ر بمل      | ۶۲٫۶        | ۳٫۴            | سه لا           |
| ۲     | ر کرن      | ۶۰٫۶        | ۵٫۴            | چهارلا          |
| ۳     | ر          | ۵۸٫۷        | ۷٫۳            | چهارلا          |
| ۴     | می بمل     | ۵۵٫۷        | ۱۰٫۳           | چهارلا          |
| ۵     | می کرن     | ۵۳٫۹        | ۱۲٫۱           | سه لا           |
| ۶     | می         | ۵۲٫۱        | ۱۳٫۹           | چهارلا          |
| ۷     | فا         | ۴۹٫۵        | ۱۶٫۵           | چهارلا          |
| ۸     | فا دیز     | ۴۷٫۰        | ۱۹٫۰           | سه لا           |
| ۹     | سل کرن     | ۴۵٫۴        | ۲۰٫۶           | سه لا           |
| ۱۰    | سل         | ۴۴٫۰        | ۲۲٫۰           | چهارلا          |
| ۱۱    | لا بمل     | ۴۱٫۸        | ۲۴٫۲           | سه لا یا چهارلا |
| ۱۲    | لا کرن     | ۴۰٫۴        | ۲۵٫۶           | چهارلا          |
| ۱۳    | لا         | ۳۹٫۱        | ۲۶٫۹           | سه لا           |
| ۱۴    | سی بمل     | ۳۷٫۱        | ۲۸٫۹           | چهارلا          |
| ۱۵    | سی کرن     | ۳۵٫۹        | ۳۰٫۱           | سه لا           |
| ۱۶    | سی         | ۳۴٫۸        | ۳۱٫۲           | سه لا           |
| ۱۷    | دو         | ۳۳٫۰        | ۳۳٫۰           | چهارلا          |
| ۱۸    | ر کرن      | ۳۰٫۳        | ۳۵٫۷           | سه لا یا چهارلا |
| ۱۹    | ر          | ۲۹٫۳        | ۳۶٫۷           | چهارلا          |
| ۲۰    | می بمل     | ۲۷٫۸        | ۳۸٫۲           | چهارلا          |
| ۲۱    | می کرن     | ۲۶٫۹        | ۳۹٫۱           | سه لا           |
| ۲۲    | می         | ۲۶٫۱        | ۳۹٫۹           | سه لا           |
| ۲۳    | فا         | ۲۴٫۸        | ۴۱٫۳           | چهارلا          |
| ۲۴    | فا دیز     | ۲۳٫۵        | ۴۲٫۵           | سه لا           |
| ۲۵    | سل         | ۲۲٫۰        | ۴۴٫۰           | چهارلا          |

## صدا
سه تار دارای صدایی مخملی و ظریف بوده از آنجایی که که با کنار ناخن انگشت سبابه دست راست نواخته می‌شود، صدای ساز ارتباط مستقیمی با اعصاب و روان نوازنده پیدا می‌کند و از این رو سه تار را اغلب همدم اوقات تنهایی خوانده‌اند.
اغلب شنوندگان، ساز سه تار را دارای لحن و نوای غمگینی احساس می‌کنند، اما نوازندگان معاصر موسیقی ایرانی در تلاش برای توسعه موسیقی مدرن و نوی ایران، آثاری آفریده‌اند که با حال و هوایی که تا دو دهه پیش از این ساز تصور می‌شد کاملاً متفاوت است.

## محدودهٔ صوتی
محدودهٔ صوتی سه‌تار از بم‌ترین نت آن (دو سوم = C3) آغاز شده و در نت «لا»ی بالای خط حامل پایان می‌یابد.

محدودهٔ صوتی سه‌تار در حالت کوک دو-سل-دو-دو و بدون پردهٔ ر بمل بعد از شیطانک

## کوک
هر چهار سیم سه‌تار می‌توانند توسط گوشی‌هایی که در انتهای دسته تعبیه شده کوک شوند.

نت پایهٔ کوک سه‌تار و تار معمولاً نت دو برای سیم یکم است و بقیه سیم‌ها بر اساس سیم اول کوک می‌شوند. نتِ دوی مورد استفاده در سه‌تار، در پیانو سی وسط (Middle C) است. نت دو در موسیقی ایرانی معمولاً یک پرده پایین‌تر از نت دو در موسیقی کلاسیک، و برابر با سی بِمُل در دیاپازون است .
بعضی اوقات برای تمرین از پایه نت لا برای کوک سیم یکم استفاده می‌شود چرا که صدای ساز بم‌تر بوده و گوش نوازنده را آزار نمی‌دهد. دلیل دیگر برای استفاده از نتِ لا شل‌تر بودن سیم‌هاست و در نتیجه آسیب کمتری به سیم رسیده و عمر مفید آن بالا می‌رود؛ در عین حال که انگشت‌گذاری و اجرای تکنیک‌هایی مانند مضراب ریز روی سیم شل آسان‌تر است.
معمولاً برای هر دستگاه کوک خاصی در نظر گرفته می‌شود، اما بسته به دستگاه، احساس نوازنده و تم آهنگ مورد نظر می‌تواند متفاوت باشد. عوض شدن کوک ساز در هر دستگاه و آواز در موسیقی ایرانی منجر به عوض شدن حال و هوای آهنگ‌ها می‌شود اما می‌توان با استفاده از کوکِ دستگاه‌ها و آوازهای مختلف، آهنگ‌های مربوط به دستگاه یا آوازی دیگر را نواخت.

### حالت‌های مختلف کوک
نامگذاری سیم‌ها برای کوک قراردادی است. به این معنی که لازم نیست کوک سیم همان نت دیاپازون باشد. برای مثال در حالتی که قرار باشد سیم اول روی نت دو کوک شود و سیم دوم روی نت سل، می‌توان هر دو را یک پرده پایین‌تر آورد و سیم اول را روی نت سی‌بمل و سیم دوم را روی نت فا کوک کرد. در موسیقی سنتی ایران می‌توان هر دستگاه را با کوک‌های مختلف اجرا کرد که در اینجا متداول‌ترین آنها معرفی می‌شود.
| حالت سیم و نوع صدا              | سیم ۱ | سیم ۲ | سیم ۳ | سیم ۴ |
| ------------------------------- | ----- | ----- | ----- | ----- |
| صدای ریز با سیم‌های سفت و کشیده  | دو    | سل    | دو    | دو    |
| سیم‌ها دو نیم‌پرده بم‌تر کوک شوند  | سی‌بمل | فا    | سی‌بمل | سی‌بمل |
| سیم‌ها سه نیم‌پرده بم تر کوک شوند | لا    | می    | لا    | لا    |

به علت پایین‌تر بودن نت دو در موسیقی سنتی ایرانی نسبت به موسیقی کلاسیک به میزان یک پرده، کوکِ «سی بمل، فا، سی بمل، سی بمل» همان کوکِ «دو، سل، دو، دو» شناخته می‌شود. در واقع، نامگذاری این کوک (که در اینجا کوک ماهور است) به عنوان «دو، سل، دو، دو» برای راحتی کار نوازندگان و هنرجویان است تا نسبت فاصله بین نت مورد استفاده در سیم یکم تا سیم دوم را که ۵ نیم پرده است، درک کنند.

### کوک شور
دستگاه شور مادر دستگاه‌های موسیقی ایران است و تمامی دستگاه‌ها و آوازها (به جز دستگاه چهارگاه) از شور مشتق می‌شوند.
|        | سیم ۱ | سیم ۲ | سیم ۳ | سیم ۴ |
| شور سُل | دو    | سل    | دو    | فا    |
| شور ر  | دو    | سل    | ر     | ر     |
| شور دو | دو    | فا    | دو    | دو    |
| شور لا | دو    | سل    | لا    | ر     |

### متعلقات شور
آوازهای ابوعطا، بیات ترک، افشاری، دشتی، بیات کرد با اینکه از متعلقات دستگاه شور هستند، اما هر یک دارای کوکِ جداگانه‌ای هستند. (امروزه آواز بیات اصفهان از متعلقات دستگاه همایون خوانده می‌شود که در قدیم متعلق به شور بوده و ربع پرده با شور تفاوت دارد)
آواز ابوعطا
|           | سیم ۱ | سیم ۲ | سیم ۳ | سیم ۴ | توضیحات         |
| ابوعطا دو | دو    | سل    | دو    | فا    | مأخوذ از شور سل |
| ابوعطا سل | دو    | سل    | ر     | ر     | مأخوذ از شور ر  |
| ابوعطا فا | دو    | فا    | دو    | دو    | مأخوذ از شور دو |
| ابوعطا ر  | دو    | سل    | لا    | ر     | مأخوذ از شور لا |

آواز بیات ترک
کوک سه‌تار در آواز بیات ترک به روایت احمد عبادی نوازنده سه‌تار به این‌گونه است:
| نام            | سیم اول | سیم دوم | سیم سوم | سیم چهارم |
| -------------- | ------- | ------- | ------- | --------- |
| بیات ترک سی‌بمل | دو      | فا      | سی‌بمل   | سی‌بمل     |
| راست‌کوک سی‌بمل  | دو      | سل      | سی‌بمل   | فا        |
| بیات ترک دو    | دو      | سل      | دو      | دو        |
| بیات ترک می‌بمل | دو      | فا      | می‌بمل   | می‌بمل     |
| بیات ترک فا    | دو      | فا      | دو      | دو        |

آواز افشاری
| سیم اول | سیم دوم | سیم سوم | سیم چهارم |
| ------- | ------- | ------- | --------- |
| دو      | سل      | دو      | دو        |

آواز دشتی
| سیم اول | سیم دوم | سیم سوم | سیم چهارم |
| ------- | ------- | ------- | --------- |
| دو      | سل      | لا      | ر         |
| دو      | فا      | لا      | ر         |

### کوک همایون
|                 | سیم ۱ | سیم ۲ | سیم ۳  | سیم ۴  |
| همایون می کرن   | دو    | سل    | ر      | ر      |
| همایون ر کرن    | دو    | سل    | دو     | دو     |
| همایون لا کرن   | دو    | سل    | لا کرن | ر      |
| همایون لا کرن ۲ | دو    | فا    | سل     | دو     |
| همایون سل کرن   | دو    | فا    | سل کرن | می بمل |

کوک مورد استفاده برای دستگاه همایون دقیقاً مانند کوکِ مورد استفاده در آوازِ ابوعطاست.
در نوازندگی آواز بیات اصفهان نیز از همین کوک برای سه‌تار استفاده می‌شود.

### کوک ماهور
|          | سیم ۱ | سیم ۲ | سیم ۳ | سیم ۴ |
| ماهورِ دو | دو    | سل    | دو    | دو    |
| ...      | دو    | فا    | دو    | دو    |
| ...      | دو    | سل    | دو    | فا    |

کوکِ سه‌تار در دستگاه ماهور به عنوان پایه شناخته می‌شود و در این کوک، سه‌تار دارای بیشترین وسعت صوتی خود است.
سیم‌های سه‌تار برای نوازندگی دستگاه ماهور به این صورت کوک می‌شوند:

### کوک راست‌پنجگاه

سعید هرمزی در حال نواختن سه‌تار

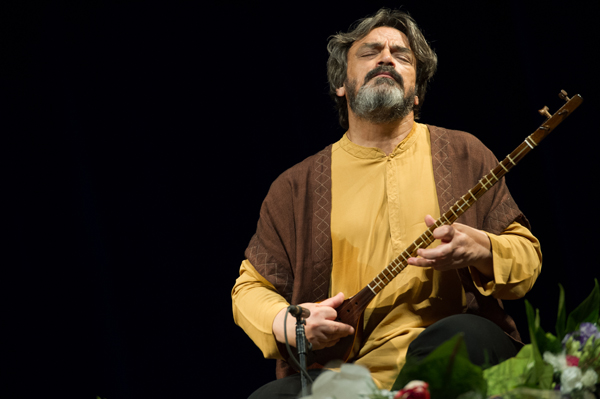
حسین علیزاده در حال نواختن سه‌تار

|               | سیم ۱ | سیم ۲ | سیم ۳ | سیم ۴ |
| راست‌پنجگاه فا | دو    | فا    | دو    | دو    |
| راست‌پنجگاه دو | دو    | سل    | دو    | دو    |
| راست‌پنجگاه سل | دو    | سل    | ر     | ر     |

## نوازندگان سه‌تار
در فهرست زیر به نام نوازندگان شاخص سه‌تار از زمان قاجار تا کنون اشاره می‌شود. از سه‌تار نوازی دو نوازندۀ دوره قاجار یعنی میرزا عبدالله و درویش خان، اثری ضبط نشده است. از دیگر نوازندگان پیشین و کنونی سه‌تار آثار صوتی و مکتوب فراوانی در قالب آموزش و اجرا بر جای مانده است. اکثر این نوازندگان دارای روایت شخصی مکتوب و یا صوتی از ردیف دستگاهی موسیقی ایران می‌باشند.

### برخی از نوازندگان پیشین
میرزا عبدالله، درویش خان، ابوالحسن صبا، ارسلان درگاهی، یوسف فروتن، سعید هرمزی، احمد عبادی، نورعلی برومند، داریوش صفوت، محمود تاجبخش، جلال ذوالفنون، محمدرضا لطفی، عطا جنگوک

### برخی از نوازندگان کنونی
حسین علیزاده، داریوش طلایی، داریوش پیرنیاکان، کیوان ساکت، حمید متبسم، مسعود شعاری، کیهان کلهر، بهداد بابایی

## سازندگان سه‌تار
برخی از سازندگان قدیمی سه‌تار از زمان قاجار عبارتند از: استاد فرج‌الله، حاج طایر، سید جلال، محمد نوایی(عشقی)، علی‌محمد صفایی، نریمان آبنوسی، مهدی کمالیان، محمود حکیم هاشمی.

## یادکرد
1. ↑  علیزاده، حسین (۱۳۸۲)، دستور سه‌تار، دوره ابتدایی، تهران: موسسه فرهنگی-هنری ماهور
2. ↑  شیرازی، ناصر (۱۳۸۱)، روش ساخت سه‌تار، تهران: موسسه انتشارات پارس
3. ↑  اطرایی، ارفع (۱۳۸۸)، سازشناسی ایرانی، تهران: موسسه فرهنگی-هنری ماهور
4. ↑  چایچی اصفهانی، جواد (۱۳۷۳)، کتاب سه‌تار، شادروان جواد چایچی، به کوشش رضا عبدالهی، تهران: نشر نی
5. ↑  شرایلی، محمدرضا (۷ مهر ۱۳۹۱). «اولین نوای ضبط شده از سه تار». تیوال. بایگانی‌شده از اصلی در ۳۱ اوت ۲۰۱۸.
6. ↑  «از دوره پهلوی اول، زنان وارد عرصه اجتماعی هنر شدند/ پروانه؛ نوازنده اولین سه تار ضبط شده در تاریخ موسیقی ایران». مهرخانه. ۴ مهر ۱۳۹۲. بایگانی‌شده از اصلی در ۲۱ آوریل ۲۰۱۵.
7. ↑  Anders Hammarlund. Sufism, Music and Society in Turkey and the Middle East. صص. ۳۸.
8. ↑  «آموزش سه‌تار، جلال ذوالفنون». نشر هستان. ۱۳۸۶. بایگانی‌شده از اصلی در ۲۸ ژوئیه ۲۰۲۲. دریافت‌شده در ۲۸ ژوئیه ۲۰۲۲.
9. ↑  «صد سال سه‌تار، گزیده‌ای از شیوه‌های سه‌تار نوازی معاصر». موسسه فرهنگی هنری ماهور. ۱۳۷۹. بایگانی‌شده از اصلی در ۲۶ ژوئیه ۲۰۲۲. دریافت‌شده در ۲۶ ژوئیه ۲۰۲۲.
10. ↑  «ردیف میرزا عبدالله (به روایت و اجرای تار نورعلی برومند)». موسسه فرهنگی هنری ماهور. ۱۳۸۵.
11. ↑  «ردیف ابوالحسن صبا (دوره‌ی اول سه‌تار)». موسسه فرهنگی هنری ماهور. ۱۳۹۷.
12. ↑  «ردیف سه‌تار یوسف فروتن». موسسه فرهنگی هنری ماهور. ۱۳۸۳. بایگانی‌شده از اصلی در ۲۱ فوریه ۲۰۲۰. دریافت‌شده در ۲۸ ژوئیه ۲۰۲۲.
13. ↑  «ردیف سه‌تار سعید هرمزی». موسسه فرهنگی هنری ماهور. ۱۳۸۲.
14. ↑  «ردیف نوازی و بداهه نوازی، محمود تاجبخش، موسسه فرهنگی هنری چهارباغ». هنر آنلاین. ۱۳۹۲.
15. ↑  «ردیف ‌نوازی سه‌تار، حسین علیزاده». موسسه فرهنگی هنری ماهور. ۱۳۷۱.
16. ↑  «آثار شنیداری داریوش صفوت». سایت رسمی دکتر داریوش صفوت.
17. ↑  طلایی، داریوش (۱۳۷۲). «ردیف میرزا عبدالله، نت نویسی آموزشی تحلیلی». نشر نی.
18. ↑  شعاری، مسعود (۱۳۹۴). «تحلیل نت نگاری و نگرشی بر ساختار موسیقی دستگاهی ایران». انتشارات عارف.
19. ↑  «نریمان آبنوسی». راسخون. دریافت‌شده در ۲۷ ژوئیه ۲۰۲۲.
20. ↑  «گفته‌ها و ناگفته‌ها، خاطرات مهدی کمالیان». نشر نی. ۱۳۸۱. بایگانی‌شده از اصلی در ۲۲ مه ۲۰۲۲. دریافت‌شده در ۲۸ ژوئیه ۲۰۲۲.
21. ↑  «بررسی الگوی ثبت شده از سه تار هاشمی». گفتگوی هارمونیک. دریافت‌شده در ۲۷ ژوئیه ۲۰۲۲.

## برای مطالعهٔ بیشتر
- صفرزاده، فرهود (۱۳۹۲). کتاب سه ‌تار. تهران: انتشارات ماهور. شابک ۹۷۸۹۶۴۸۷۷۲۳۶۴.
- جلیلوند، محمدرسول (۱۳۸۲). نگرشی بر سازشناسی سه تار. تهران: انتشارات تصنیف. شابک ۹۶۴-۷۹۷۵-۰۱-۵.
- محمدی، سعید (۱۳۸۶). پنجهٔ سه‌تار. تهران: انتشارات چنگ.